# 青山忠成
青山 忠成（あおやま ただなり）は、戦国時代から江戸時代初期にかけての武将、大名。江戸幕府町奉行、老中。常陸国江戸崎藩の初代藩主。青山家宗家9代。通称：藤右衛門。官位は従五位下・常陸介、播磨守。

## 経歴
青山氏は三河国額田郡百々村出身の国人で、忠成の父・忠門（青山忠世の子）が松平広忠・徳川家康に仕えたことから記録に残る。忠成は若年期から家康に近侍していたが、元亀2年（1572年）、父が武田信玄との戦いで討死したために家督を継いだ。
家康の信任は厚く、天正13年（1585年）には家康の三男・秀忠の傅役に命じられた。天正16年（1588年）には秀忠に従って上洛、豊臣秀吉によって従五位下・常陸介に叙任されている。さらに天正18年（1590年）、家康が関東に移封されると江戸町奉行に任命され、5,000石の領地を与えられた。さらに、文禄元年（1593年）には2000石を加増されて7000石となっている。また、原宿村を中心に赤坂の一部から上渋谷村にかけての広い屋敷地を賜っており、現在の東京都青山の地名は、屋敷地の一部であったことが由来といわれている。なお一時期、青山家が改易された際に屋敷地も没収され、広大な土地には毛利家の別邸など大名屋敷が林立することとなったが、後に大名として復帰した際にも以前ほどではないものの小大名とは思えないほど広大な敷地を有していた。
慶長5年（1600年）の関ヶ原の戦いにおいては秀忠の軍に従軍し、信濃国上田城の攻撃に加わった。その功により翌年の慶長6年（1601年）に8000石を加増され常陸江戸崎1万5,000石を領することとなり江戸崎藩を立藩した。さらに江戸奉行・関東総奉行を兼任し、江戸開府後も本多正信・内藤清成と共に老中として幕政において重きをなした。慶長11年（1606年）、内藤と共に一時蟄居を命ぜられているがすぐに赦免されている。同年8月11日、家康の十男・長福丸の常陸介の叙任により、播磨守に改まった。同年1万石を加増され、所領は2万5,000石となった。
慶長18年（1613年）、63歳で死去し、跡を次男の忠俊が継いだ。

## 系譜
- 父：青山忠門（1518/11年 - 1571/75年）
- 母：卯野氏
- 正室：天方通興娘
  - 長男：青山忠次（1577年 - 1595年）
  - 次男：青山忠俊（1578年 - 1643年）
  - 女子：川口近次室
  - 三男：朝比奈泰重 - 朝比奈泰勝の養子
  - 四男：青山幸成（1586年 - 1643年）
  - 五男：天方通直（1589年 - 1630年） - 天方通興の養子
- 室：新城雅忠娘

## 登場作品
- 葵 徳川三代（2000年、演：斉藤真）